# Cominsia gigantea
Cominsia gigantea är en strimbladsväxtart som först beskrevs av Rudolph Herman Scheffer, och fick sitt nu gällande namn av Karl Moritz Schumann. Cominsia gigantea ingår i släktet Cominsia och familjen strimbladsväxter. Inga underarter finns listade.